# Imagine (singolo John Lennon)
Imagine è un singolo del cantante britannico John Lennon, pubblicato l'11 ottobre 1971 come estratto dall'album omonimo.
Si tratta del brano più celebre e rappresentativo dell'artista fra quelli realizzati durante la sua carriera da solista, dopo lo scioglimento dei Beatles.
Co-prodotto da Lennon e Yōko Ono insieme al produttore discografico Phil Spector, Imagine venne inciso nello studio casalingo di Lennon a Tittenhurst Park, Ascot, Inghilterra, nel maggio 1971. Nel settembre dello stesso anno fu incluso nell'album omonimo e poi l'11 ottobre fu distribuito come singolo negli Stati Uniti d'America. Nonostante originariamente fosse accreditata ufficialmente al solo Lennon, poco tempo prima del suo assassinio il cantante riconobbe il contributo basilare della Ono quale ispiratrice del concetto dietro a Imagine, ammettendo che all'epoca non si era sentito ancora così maturo da inserire anche il suo nome fra gli autori del brano; il brano è ufficialmente accreditato a Lennon e Ono dal 2017.
La canzone ha goduto fin dalla sua prima pubblicazione di un successo epocale. È stato calcolato che il 45 giri (nelle due edizioni del 1971 e 1975 con al lato B rispettivamente It's So Hard e Working Class Hero) abbia venduto oltre 1,6 milioni di copie nel solo Regno Unito. Nel 1985, una zona del Central Park di New York è stata dedicata a Lennon, con il nome Strawberry Fields Memorial, e lì venne installato un mosaico permanente con la scritta "Imagine". Dozzine di artisti hanno reinterpretato il pezzo, inclusi Avril Lavigne, David Bowie, Diana Ross, Elton John, Joan Baez, Lady Gaga, Madonna, Queen, Stevie Wonder, e Zucchero Fornaciari in duetto con Randy Crawford. Emeli Sandé ne incise una cover per la cerimonia di chiusura dei Giochi della XXX Olimpiade nell'agosto 2012.

## Descrizione

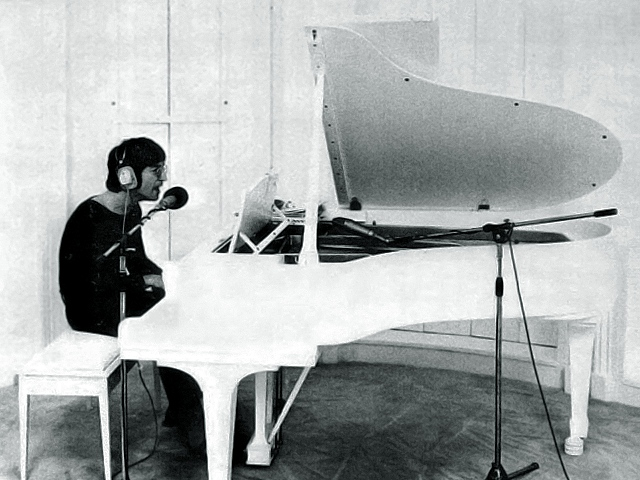
Lennon esegue Imagine al pianoforte nella "White Room" di Tittenhurst Park.

Imagine viene spesso citata come uno dei brani musicali più belli della storia della musica rock; la rivista Rolling Stone, per esempio, l'ha posizionata al terzo posto nella classifica dei migliori brani musicali di tutti i tempi. L'ex presidente degli Stati Uniti d'America Jimmy Carter ha testimoniato che in molti paesi del mondo la canzone Imagine gode dello stesso rispetto che viene riservato agli inni nazionali.
Il brano viene solitamente letto in chiave pacifista, ma lo stesso Lennon ammise che i contenuti del testo di Imagine la avvicinano più al Manifesto del partito comunista che a un inno alla pace: è infatti una società laica in cui non trionfino i valori del materialismo, dell'utilitarismo e dell'edonismo che viene auspicata nel testo. Lennon affermò che il brano era «anti-religioso, anti-nazionalista, anti-convenzionale e anti-capitalista, e viene accettato solo perché è coperto di zucchero». Yōko Ono disse che il messaggio di Imagine si poteva sintetizzare dicendo che «siamo tutti un solo mondo, un solo paese, un solo popolo».

### Composizione e significato

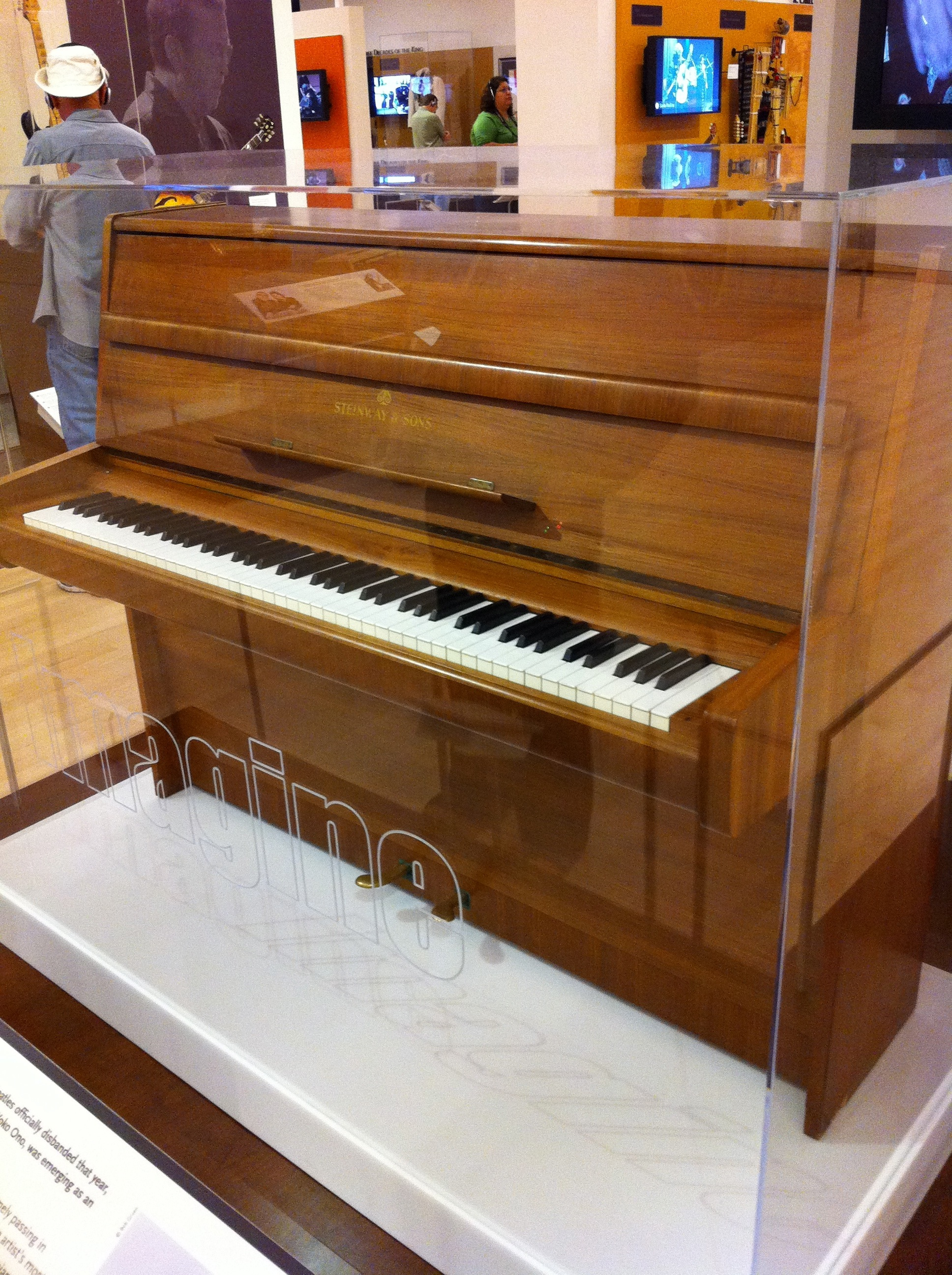
Il pianoforte Steinway di Lennon, sul quale egli compose Imagine.

Lennon compose Imagine all'inizio del 1971 su un pianoforte Steinway nella sua camera da letto a Tittenhurst Park, la sua residenza in stile Tudor a Ascot, Berkshire, Inghilterra. Ono era presente quando John scrisse la melodia, gli accordi e quasi tutte le parole del testo, arrivando quasi a completare il pezzo in una sola sessione di scrittura. Il risultato fu una ballata al pianoforte eseguita in stile soft rock. e scritta in tonalità di Do maggiore.

Varie poesie di Yōko Ono incluse nel suo libro Grapefruit del 1964 ispirarono Lennon per la scrittura del testo di Imagine, in particolare quella riprodotta sul retro di copertina del vinile originale dell'album Imagine e intitolata Cloud Piece, che recita: 
(Yōko Ono, Cloud Piece)

A posteriori, Lennon disse che la canzone «doveva essere accreditata a Lennon/Ono». Quando fu interrogato sul significato del brano durante un'intervista del dicembre 1980 concessa a David Sheff per la rivista Playboy, Lennon disse a Sheff che Dick Gregory aveva regalato a lui e Yōko un libro di preghiere cristiane, che gli ispirarono il concetto alla base della canzone: 
(John Lennon, dicembre 1980)
Unendo l'influenza di Cloud Piece e del libro di preghiere donatogli da Gregory, Lennon scrisse quello che l'autore John Blaney descrisse come «un inno umanista per il popolo». Blaney scrisse: «Lennon sostiene che l'armonia globale è alla nostra portata, ma solo se rifiutiamo i meccanismi di controllo sociale che limitano il potenziale umano». David Fricke di Rolling Stone commentò: «[Lennon] chiede l'unità e l'uguaglianza costruite sulla completa eliminazione dell'ordine sociale moderno: confini geopolitici, religioni organizzate, classi sociali».
Lennon dichiarò: «Imagine, che dice: "Immagina che non esistano più religioni, nazioni, o politici", è virtualmente il manifesto del partito comunista, anche se io non sono particolarmente un comunista e non appartengo a nessun movimento politico». Egli disse al New Musical Express: «Non esiste un vero stato comunista al mondo; bisogna capirlo. Il Socialismo del quale parlo io [...] non è quello messo in atto da qualche sciocco russo, o cinese. Quello potrebbe soddisfare loro. Noi, invece, dovremmo avere un gentile [...] socialismo britannico». Yōko Ono descrisse il significato testuale di Imagine come «solo quello in cui John credeva: che siamo tutti un Paese solo, un mondo, un popolo». Alcuni commentatori descrissero la canzone come un pezzo dalle forti tinte anti-religiose, al punto che alcuni definirono Imagine come «un inno all'ateismo».

Il concetto fondamentale del quale tratta la canzone è che se tutti immaginiamo un mondo migliore, sarà più facile raggiungere un futuro migliore. Nel 1980, poco tempo prima di essere ucciso, Lennon disse a proposito di Imagine: 
(John Lennon, 1980)
L'impatto del brano è stato smussato in una certa misura dall'eccesso di esposizione mediatica successiva alla morte di Lennon, ma il suo radicalismo utopico continua ad avere una straordinaria forza emotiva.

### Registrazione
Lennon e Ono co-produssero la canzone e l'album insieme a Phil Spector, che a proposito della traccia disse: «Sapevamo cosa stavamo per fare. […] John avrebbe fatto una dichiarazione politica forte, ma anche molto commerciale allo stesso tempo. [...] Ho sempre pensato che Imagine fosse come l'inno nazionale».
La seduta di registrazione si svolse il 27 maggio 1971 agli Ascot Sound Studios, il nuovo studio di registrazione casalingo di Lennon costruito a Tittenhurst Park, e la sovraincisione degli strumenti ad arco ebbe luogo il 4 luglio 1971 al Record Plant di New York. Rilassata e informale, la seduta iniziò a mattinata inoltrata, proseguendo fino all'ora di cena. Lennon portò ai musicisti la progressione di accordi e l'arrangiamento del brano, facendoglielo provare fino a quando non furono pronti per registrare. Nello sforzo di ricreare il sound desiderato da Lennon, Spector effettuò alcuni tentativi registrando Lennon e Nicky Hopkins mentre suonavano il piano in ottave differenti sullo stesso pianoforte. Inoltre, tentò anche di registrare la parte di piano di Lennon nella "stanza bianca" dove era il pianoforte a coda della coppia. Tuttavia, dopo un'ora di prove ci si rese conto che l'acustica della stanza era tecnicamente inadatta per la registrazione, e Spector abbandonò l'idea in favore dello studio. Furono incise tre take del pezzo, e la seconda venne scelta per la pubblicazione.

### Pubblicazione ed accoglienza
Pubblicata dalla Apple Records negli Stati Uniti nell'ottobre 1971, Imagine divenne il singolo più venduto della carriera solista di Lennon. Raggiunse la posizione numero 3 nella classifica Billboard Hot 100 e la vetta della RPM in Canada, restandoci per due settimane. Alla sua uscita il testo della canzone causò proteste da parte di gruppi religiosi, in particolare il verso Imagine there's no heaven ("Immagina che non ci sia un paradiso") fu tra i più criticati. Quando durante una delle sue ultime interviste venne chiesto all'autore il suo parere circa il brano, Lennon disse di considerarlo buono tanto quanto qualsiasi altra canzone da lui scritta con i Beatles. Egli descrisse il significato del pezzo unitamente al suo successo commerciale: «Anti-religiosa, anti-nazionalistica, anti-convenzionale, anti-capitalista, ma poiché coperta di zucchero, la canzone viene accettata. [...] Adesso capisco come bisogna fare: dare i propri messaggi politici insieme a un po' di miele». In una polemica lettera aperta a Paul McCartney pubblicata su Melody Maker, Lennon scrisse: «Imagine è Working Class Hero con dello zucchero sopra per i conservatori come te!». Il 30 novembre 1971, l'album Imagine raggiunse la vetta delle classifiche nel Regno Unito. Il disco divenne il più grande successo commerciale della carriera solista di Lennon.
Nel Regno Unito Imagine fu pubblicato su singolo solo nel 1975 in contemporanea con l'uscita della raccolta Shaved Fish. Il 7" raggiunse la sesta posizione della Official Singles Chart. A seguito dell'assassinio di Lennon nel 1980, il singolo rientrò in classifica, salendo fino in prima posizione, dove rimase per quattro settimane nel gennaio 1981. Imagine venne ripubblicata su singolo nel Regno Unito nel 1988, raggiungendo la posizione numero 45, e ancora una volta nel 1999, raggiungendo la terza posizione.

## Film

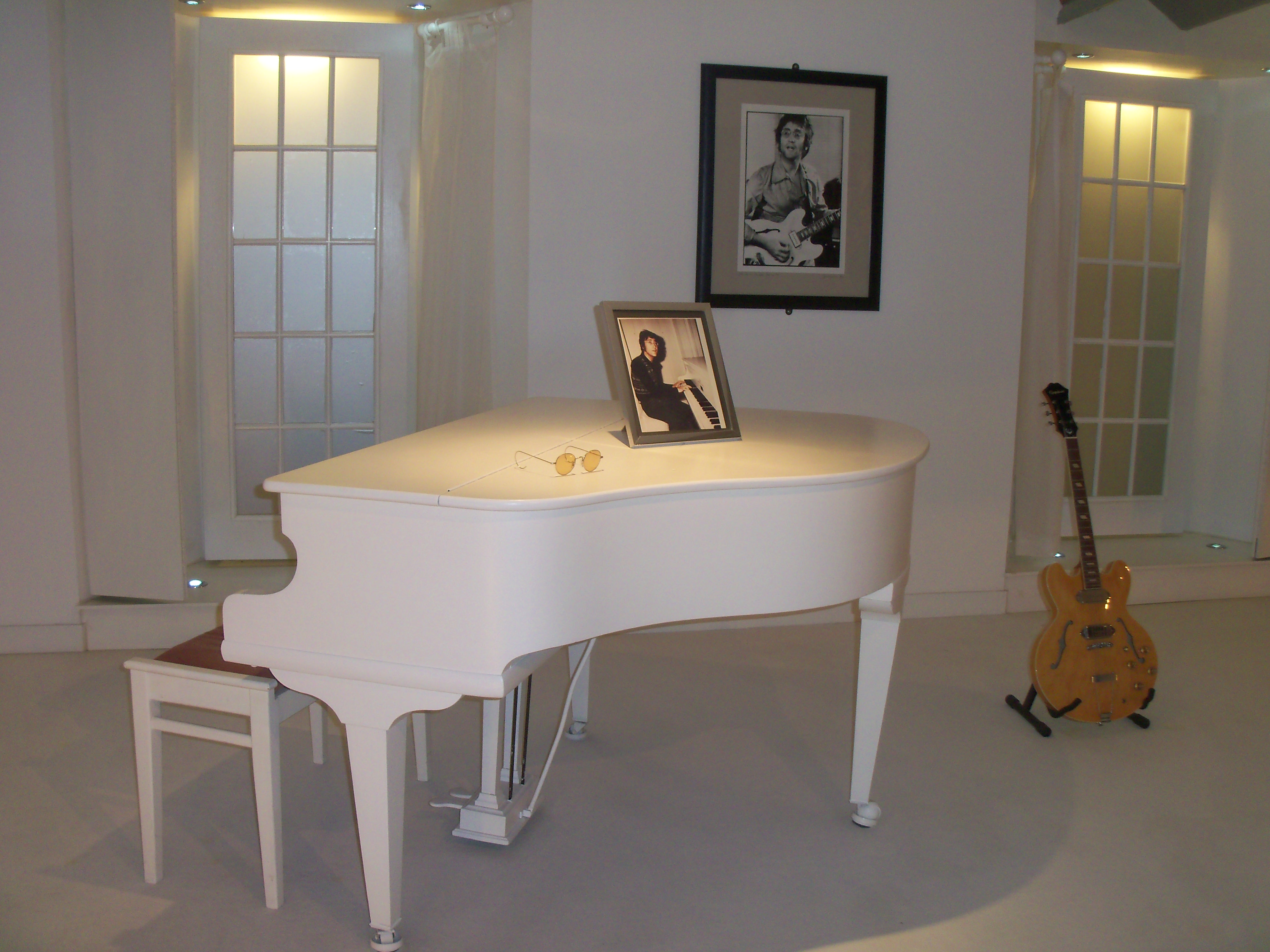
La "White Room" di Tittenhurst Park ricreata al Beatles Story Museum di Liverpool.

Nel 1972 Lennon e Ono produssero un lungometraggio intitolato Imagine per accompagnare l'uscita dell'omonimo album. Nella prima scena del film si vede la coppia, avvolta nella nebbia, che cammina nel parco della loro villa, appena arrivano alla soglia di casa inizia a sentirsi Imagine. Sopra la porta di ingresso della casa c'è un cartello con scritto "This Is Not Here", il titolo della mostra d'arte concettuale di Ono all'epoca a New York. La scena seguente mostra Lennon seduto a un pianoforte a coda bianco in una stanza poco illuminata, totalmente bianca. Yōko Ono apre gradualmente le tende delle finestre della stanza lasciando penetrare la luce, rendendola sempre più illuminata con il procedere della canzone. Al termine del brano, la Ono siede accanto a Lennon al piano, e i due si scambiano uno sguardo, accennano un sorriso, e poi si baciano.
Nonostante che il film fosse deriso dai critici come il «più costoso filmino amatoriale di sempre», il video è comunque rimasto celebre e possiede una certa pregnanza emotiva.

### Videoclip
Dal film fu poi tratto il videoclip per la canzone, utilizzando solo le scene di Lennon seduto al pianoforte mentre esegue il brano nella stanza totalmente bianca. È rimasto celebre negli anni ed è stato utilizzato in tutto il mondo molteplici occasioni ed eventi oltre a numerosi programmi TV e documentari; in particolare, fu trasmesso in simultanea in diverse parti del mondo per commemorare la figura di John Lennon il 9 ottobre 1990, la data che sarebbe stata quella del suo cinquantesimo compleanno se non fosse stato assassinato.
Un nuovo videoclip del brano venne realizzato da Zbigniew Rybczyński nel 1986 in HDTV. Nel video musicale diversi personaggi attraversano varie stanze comunicanti tra loro (in realtà si tratta della stessa stanza) con vista su New York, attraversando diversi stadi della loro esistenza, dall'infanzia alla vecchiaia. Il video si basa su un falso piano-sequenza orizzontale, che inizia e termina ciclicamente con una stanza vuota dove l'unico oggetto è un triciclo.
Il video fu utilizzato come sigla finale della trasmissione televisiva di Rai 1 Immagina condotta da Edwige Fenech.

## Tracce
7" (Stati Uniti)
1. Imagine (John Lennon) - 3:04
2. It's So Hard (John Lennon) - 2:25

7" (Regno Unito)
1. Imagine (John Lennon) - 3:04
2. Working Class Hero (John Lennon) - 3:48

## Formazione
- John Lennon: voce, pianoforte
- Klaus Voormann: basso
- Alan White: batteria
- The Flux Fiddlers: archi

## Classifiche

### Classifiche di tutti i tempi
| Classifica  | Posizione |
| ----------- | --------- |
| Regno Unito | 20        |

## Riconoscimenti e critiche

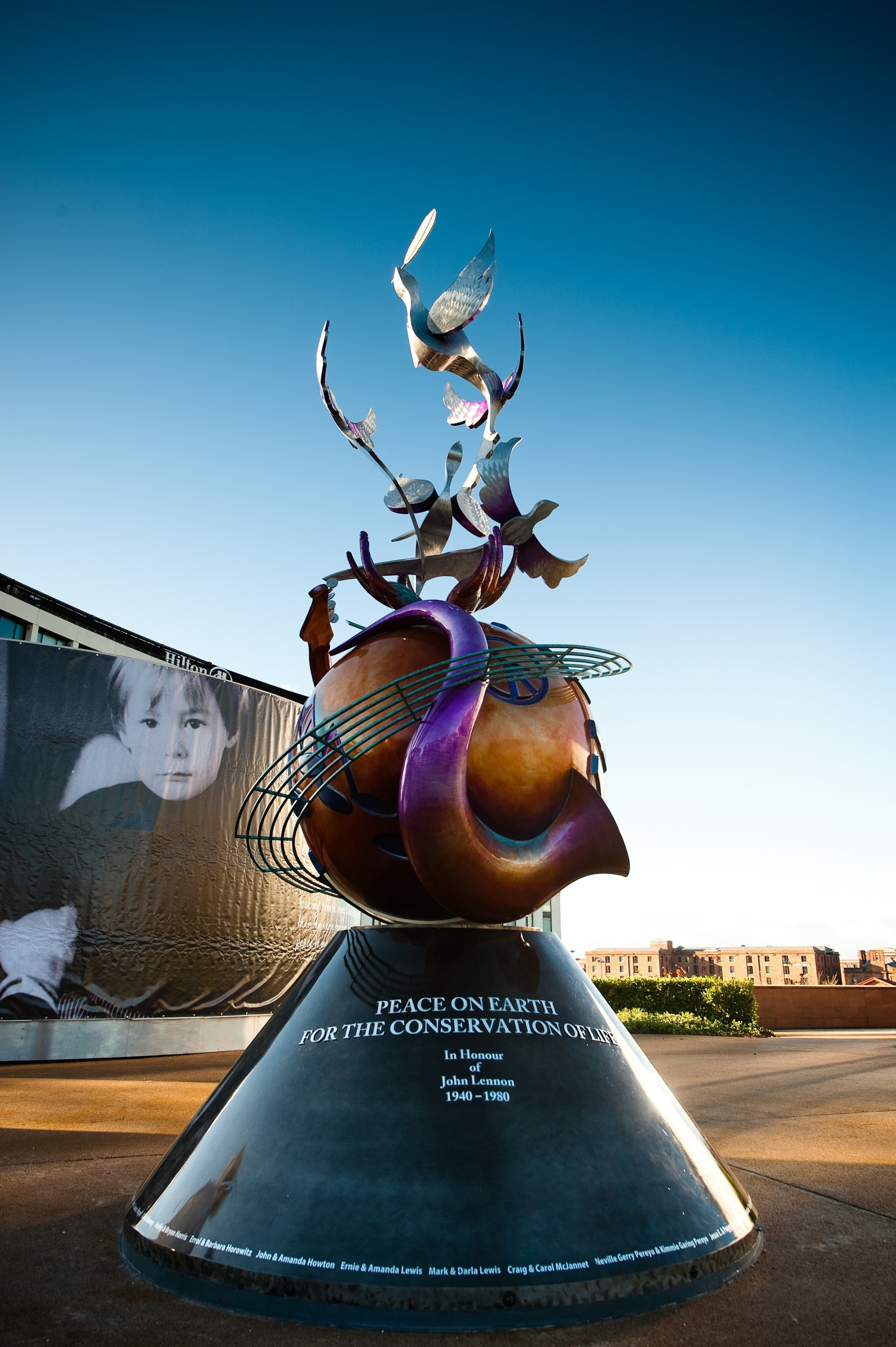
Peace & Harmony, John Lennon Peace Monument a Liverpool, Inghilterra.

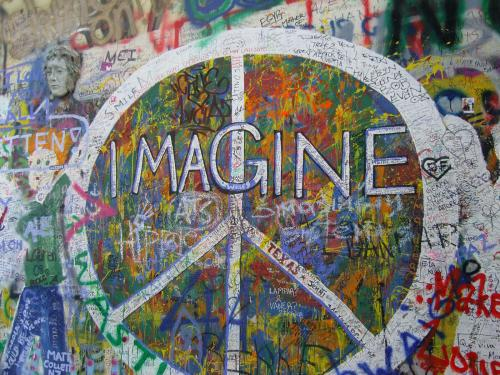
Il "John Lennon Wall" a Praga, Repubblica Ceca.

Rolling Stone descrisse Imagine come «il più grande regalo musicale di Lennon al mondo», lodando «la melodia serena; la delicata progressione degli accordi; [e] quell'attraente accordo di quattro note [al pianoforte]». Inclusa in numerose liste e classifiche di merito, nel 1999 la canzone è stata inserita dalla BMI nella lista delle 100 canzoni più eseguite del XX secolo. Lo stesso anno, fu premiata con il Grammy Hall of Fame Award e con l'inclusione da parte della Rock and Roll Hall of Fame nella lista "500 Songs that Shaped Rock and Roll". Nel 2000, Imagine si è classificata alla posizione numero 23 nella lista dei singoli più venduti di sempre nel Regno Unito. Nel 2002, un sondaggio inglese condotto dal Guinness World Records British Hit Singles Book classificò il brano in seconda posizione nella classifica dei singoli più venduti di sempre (dietro Bohemian Rhapsody dei Queen). Gold Radio posizionò Imagine al terzo posto nella lista "Gold's Greatest 1000 Hits" da loro redatta. La rivista Rolling Stone posizionò Imagine al numero 3 nella lista dei 500 migliori brani musicali di sempre, descrivendola come «un durevole inno di conforto e speranza che ci ha accompagnato attraverso il dolore estremo, dallo shock per la morte di Lennon nel 1980 all'indescrivibile orrore degli attacchi dell'11 settembre. Ormai è impossibile "immaginare" un mondo senza Imagine, e ne abbiamo bisogno più di quanto credessimo, ora più che mai».
Nonostante i grandi apprezzamenti, Clear Channel Communications (ora iHeartMedia) incluse la canzone nella lista delle canzoni "indesiderate", dopo gli avvenimenti dell'11 settembre.
Il 1º gennaio 2005, la Canadian Broadcasting Corporation nominò Imagine «la canzone più grande degli ultimi 100 anni» a seguito di un sondaggio effettuato presso gli ascoltatori dello show 50 Tracks. Il pezzo è stato inserito alla posizione numero 30 dalla Recording Industry Association of America nella lista delle "365 Canzoni del secolo", ritenute di notevole interesse storico. Nel dicembre 2005 Virgin Radio effettuò un sondaggio di gradimento presso i propri ascoltatori, e Imagine si classificò al primo posto.
L'ex presidente degli Stati Uniti Jimmy Carter dichiarò che in molti Paesi del mondo da lui visitati, Imagine gode dello stesso rispetto che viene riservato agli inni nazionali. Nel 2007 Yōko Ono ha inaugurato la Imagine Peace Tower in Islanda. Il produttore dei Beatles George Martin disse che Imagine era la sua canzone preferita in assoluto tra quelle della carriera solista di Lennon.

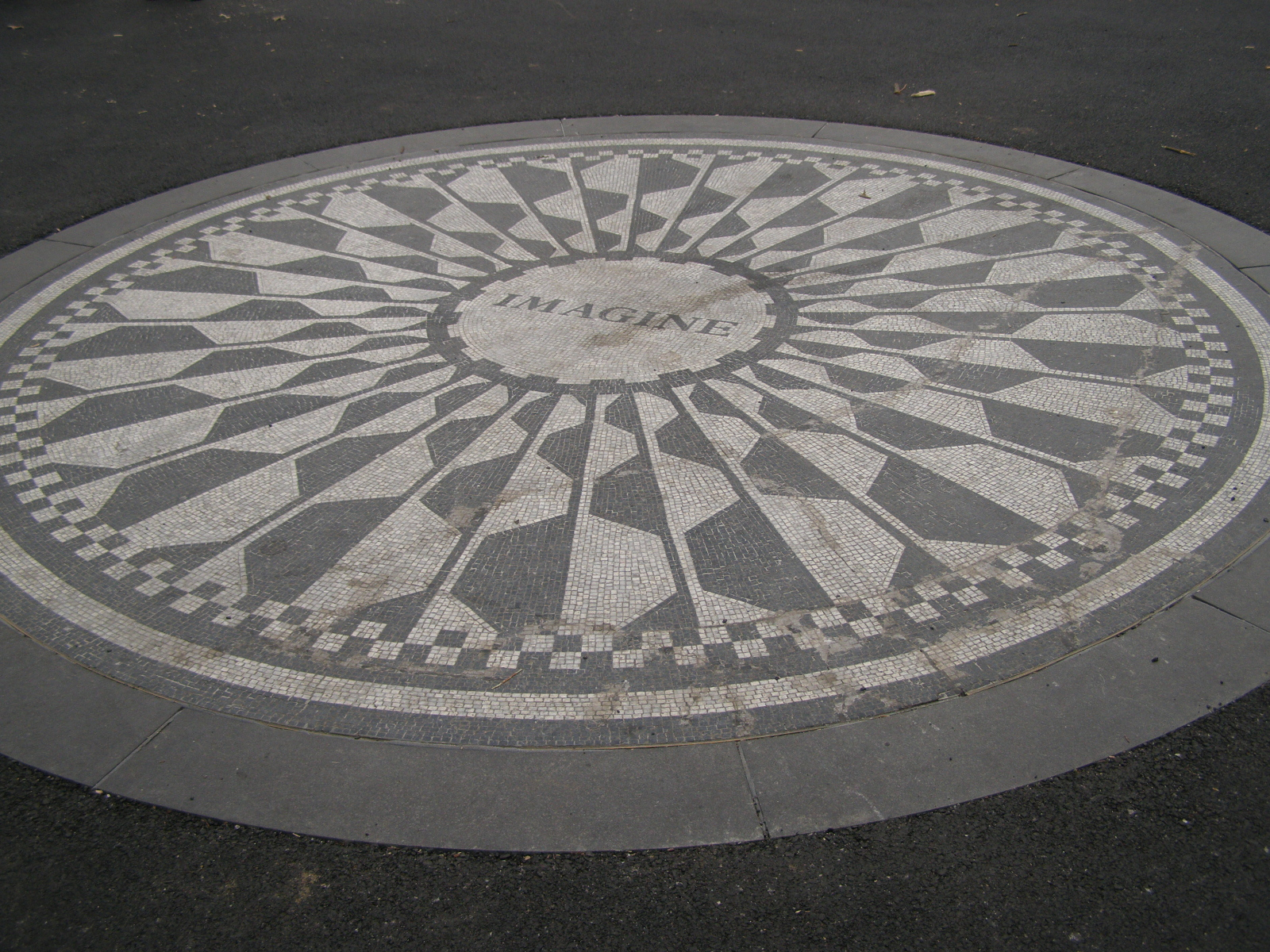
Il mosaico dello Strawberry Fields Memorial a Central Park, New York City.

Gli autori Ben Urish e Ken Bielen definirono Imagine «la canzone pop più sovversiva mai incisa che sia diventata un classico»; Urish e Bielen criticarono l'arrangiamento musicale del pezzo definendolo «troppo sentimentale e melodrammatico», paragonandolo alla musica che si ascoltava prima dell'avvento del rock. Secondo Blaney, il testo composto da Lennon descrive un futuro ipotetico che non offre soluzioni pratiche; parole che sono allo stesso tempo nebulose e contraddittorie, chiedendo all'ascoltatore di abbandonare i sistemi politici, ma incoraggiandoli verso qualcosa di simile al comunismo. Philip Norman, biografo di Lennon, definisce a posteriori il messaggio della canzone «trito e banale», tuttavia concede che Imagine è un brano in grado di toccare il cuore della gente, grazie al suo «nostalgico entusiasmo e senso di ottimismo e alla sua totale assenza di presunzione, vanità o tendenze sermoneggianti». Lo scrittore Chris Ingham sottolineò l'ipocrisia di Lennon, una rockstar milionaria che viveva in una villa lussuosa, incoraggiando però gli altri a «immaginare una vita senza proprietà privata»; Blaney commentò: «Lennon sa di non aver niente di concreto da offrire, così invece ci offre un sogno, un concetto sul quale costruire».
L'ex-Beatle Ringo Starr difese il testo della canzone dalle accuse di ipocrisia durante un'intervista del 1981 concessa a Barbara Walters, dicendo: «[Lennon] dice "immagina", questo è tutto. Immaginate solamente. Non si pone come esempio».
Il 9 dicembre 1980, durante un concerto a Londra, i Queen suonarono Imagine come omaggio a Lennon, ucciso il giorno prima a New York.
Il 14 novembre 2015, la mattina successiva agli attentati del 13 novembre 2015 a Parigi, il pianista tedesco Davide Martello si mise a suonare la canzone al pianoforte in strada davanti alla sala da concerti Bataclan, dove 89 persone erano rimaste uccise la notte prima; il video della sua performance venne diffuso in rete e divenne virale.
Nel giugno 2017, la National Music Publishers' Association premiò Imagine con un "Centennial Song Award" e diede seguito al desiderio espresso da Lennon poco tempo prima di morire di aggiungere il nome di Yōko Ono come co-autrice della canzone.

## Cover
Imagine è stata reinterpretata da oltre duecento artisti. Fra questi:
- Il sassofonista Richard Elliot eseguì il brano nel suo album di debutto del 1976 What's Inside.[65][66]
- Nel 1985 Alberto Fortis ha inciso una versione in italiano dal titolo Immagina che per il suo album West of Broadway.
- Nel 1995 i Blues Traveler incisero una cover di Imagine per l'album tributo Working Class Hero: A Tribute to John Lennon.
- Il cantautore italiano Gino Paoli ha realizzato una versione in lingua italiana intitolata Immagina un bel mondo e inclusa nel suo album Appropriazione indebita del 1996.
- Il gruppo metal A Perfect Circle reinterpretò il brano, stravolgendone la melodia, nel singolo omonimo estratto dall'album del 2004 Emotive.
- Katie Targett Adams registrò la sua versione di Imagine nel disco K:T:A del 2004.[67]
- Il chitarrista jazz Steve Oliver ha eseguito il brano nel suo album del 2004 3D.[68][69]
- Nel 2007 Avril Lavigne ha registrato il brano inserito nell'album Instant Karma: The Amnesty International Campaign to Save Darfur pubblicato da Amnesty International, con il fine di raccogliere fondi e sensibilizzare la comunità internazionale sul problema della crisi in Darfur
- Nel 2008 i Jefferson Starship hanno eseguito Imagine associata in medley con Redemption Song di Bob Marley nel loro album Jefferson's Tree of Liberty.[70]
- Joan Baez ha registrato diverse cover del brano.
- Tommy Emmanuel ne ha registrato una versione strumentale nel disco Determination.
- Marco Carta ha registrato una cover del brano in una versione solo voce e pianoforte. L'artista registrò questo singolo nel 2009 come regalo di Natale per i suoi fan. Il brano ha raggiunto la posizione numero 13 tra i brani più scaricati.
- Chris Cornell dei Soundgarden e Audioslave nel 2011 nell'album acustico Songbook.[71]
- Nel 1972 Ornella Vanoni ha interpretato una libera versione italiana, scritta dagli autori Piccaredda/Limiti, per l'album Un gioco senza età. Tale versione è stata successivamente interpretata da Wess Johnson.
- Annalisa ha cantato il brano al serale di Amici di Maria De Filippi.
- I Playing for Change hanno registrato una cover del brano.
- Yōko Ono ha pubblicato la sua reinterpretazione nel 2018.[72]

### Interpretazioni dal vivo
- Elton John ha eseguito il brano in un concerto live a Central Park, il 13 settembre 1980, circa tre mesi prima della morte di Lennon.
- I Queen l'hanno eseguita il 9 dicembre 1980 alla Wembley Arena, un giorno dopo la scomparsa dell'ex membro dei The Beatles.
- Randy Crawford ha eseguito il brano come omaggio a pochi mesi dalla morte di Lennon, nel luglio del 1981 nel live Montreux Jazz Festival - Casinò Ligths.
- David Bowie ha eseguito il brano nell'ultima tappa del Serious Moonlight Tour, l'8 dicembre 1983, a tre anni esatti dalla morte dell'amico John.
- Zucchero Fornaciari ha eseguito il brano nel suo Live at the Kremlin del 1991.
- I Guns N' Roses eseguivano la canzone come interludio durante la loro canzone Patience nello "Skin 'n Bones Leg of Their Use Your Illusion World Tour" del 1993.
- Stevie Wonder ha eseguito la canzone insieme alla Atlanta Symphony Youth Orchestra durante la cerimonia di chiusura delle Olimpiadi di Atlanta del 1996.
- Neil Young eseguì il brano il 21 settembre 2001, in occasione del concerto America: A Tribute to Heroes.[73][74]
- Gli Our Lady Peace suonarono il brano in occasione del 20º anniversario della scomparsa di Lennon, l'8 dicembre 2000.[75]
- Durante il loro tour del 1993/1994 Another Link in the Chain Tour, i Fleetwood Mac suonarono il brano con Bekka Bramlett alla voce solista.[76]
- Madonna eseguì la canzone durante il suo Re-Invention Tour del 2004.
- Peter Gabriel interpretò il brano durante i XX Giochi olimpici invernali tenutisi a Torino nel 2006.
- Lady Gaga ha reinterpretato la canzone durante la "13th Annual HRC National Dinner" del 2009.
- Martina Stoessel ha interpretato il brano durante la "Primera Juntada Tinista" nel 2014 in Argentina, e poi lo ha eseguito anche alla "Partita per la pace" in Italia nel settembre dello stesso anno.
- Eddie Vedder ha eseguito la canzone al Super Bock Super Rock nel luglio 2014 a favore della pace fra Israele e Palestina.
- Nel 2015, sempre Lady Gaga ha eseguito la canzone durante la cerimonia d'apertura dei Giochi europei di fronte a 70.000 persone a Baku, in Azerbaigian.[77]
- Il 14 novembre 2015, la mattina successiva agli attentati del 13 novembre 2015 a Parigi, un uomo, in seguito rivelatosi il pianista tedesco Davide Martello, ha eseguito Imagine al pianoforte sul marciapiede davanti alla sala da concerti Bataclan, uno dei luoghi delle stragi.[78]
- Le cantanti  Noa e Mira Awad nella prima serata del Festival di Sanremo 2025 l'11 febbraio 2025 con strofe in ebraico ed arabo e ritornello in inglese.